# Saufatu Sopoanga

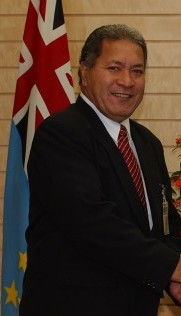
Saufatu Sopoanga in 2003

Saufatu Sopoanga (Nukufetau, 22 februari 1952 - 15 december 2020) was een politicus van de Pacifische eilandenstaat Tuvalu. Hij was  regeringsleider en minister van buitenlandse zaken van Tuvalu van 2002 tot 2004.
Saufatu Sopoanga was de oudere broer van de latere regeringsleider Enele Sopoaga die de functie overnam in 2013.
Hij overleed eind 2020 op 68-jarige leeftijd.

Toaripi Lauti · Tomasi Puapua · Bikenibeu Paeniu · Kamuta Latasi · Ionatana Ionatana · Lagitupu Tuilimu · Faimalaga Luka · Koloa Talake · Saufatu Sopoanga · Maatia Toafa · Apisai Ielemia · Maatia Toafa · Willy Telavi · Enele Sopoaga · Kausea Natano · Feleti Teo